# Pseudophengodes meridiana
Pseudophengodes meridiana är en skalbaggsart som beskrevs av Wittmer 1976. Pseudophengodes meridiana ingår i släktet Pseudophengodes och familjen Phengodidae. Inga underarter finns listade i Catalogue of Life.